# Йосса (приток Фульды)
Йосса (нем. Jossa) — река в Германии, протекает по земле Гессен. Левый приток Фульды.
Река берёт начало у населённого пункта Виллофс. Течёт на север, в районе города Гребенау поворачивает на северо-восток. Впадает в Фульду юго-восточнее населённого пункта Нидерйосса (община Нидераула).
Общая длина реки составляет 22,9 км, площадь водосборного бассейна составляет 122,004 км². Высота истока 393 м. Высота устья 210 м.
Речной индекс 42-54. 

## Притоки
| Название   | Положение | Длина км | Бассейн км² | Речной индекс |
| ---------- | --------- | -------- | ----------- | ------------- |
| Эшельбах   | левый     | 4,9      | 13,637      | 4254-12       |
| Шварца     | левый     | 8,8      | 21,495      | 4254-2        |
| Бибен      | левый     | 5,4      | 9,748       | 4254-32       |
| Брайтенбах | левый     | 7,4      | 17,054      | 4254-4        |